# گلوکونئوژنز

خلاصه‌ای از فروگشت (کاتابولیسم) آمینواسیدها

گلوکونئوژنز (به انگلیسی: Gluconeogenesis) مسیری متابولیک است که کربوهیدرات‌ها را از پیش‌سازهای غیر کربوهیدراتی ساده (مانند پیروات، لاکتات، گلیسرول و اگزالواستات) در موجودات زنده می‌سازد.
این مسیر یکی از راهکارهایی است که بدن انسان و برخی جانوران جهت جلوگیری از افت سطح گلوکز خون در کنار گلیکوژنولیز انجام می‌دهند.